# ESPN The Magazine
ESPN The Magazine est une publication bihebdomadaire puis mensuelle en langue anglaise sur le sport de la société ESPN Inc, propriétaire du réseau câblé et des radios ESPN. 

## Historique
Le 6 mai 1997, ESPN a annoncé la publication pour le début 1998 d’ESPN The Magazine. Le premier numéro est sorti le 11 mars 1998.
Un des aspects qui distinguent ESPN The Magazine de ses concurrents tels que Sports Illustrated ou The Sporting News, est le côté humoristique souvent donné aux articles. Le magazine évoque aussi les athlètes dont la réputations a souffert en raison d'incidents en dehors des événements sportifs. Un autre thème populaire est l'évocation de sportifs surmontant les épreuves pour revenir au niveau professionnel.
Parfois la moitié d'un numéro est consacrée à un événement sportif imminent tel la MLB, la NBA, la NFL, la NHL ou aussi le basketball et football américain universitaire ou encore le tournoi NCAA. Une section du numéro est consacrée à l'agenda des sports aux États-Unis.
Le 30 avril 2019, ESPN  annonce l'arrêt de la publication régulière du ESPN The Magazine à partir de septembre 2019 mais prévoit des numéros spéciaux comme le The Body Issue. La publication avait été réduite de 24 à 20 puis 16 puis 12 numéros et touche en  2019 plus de 2,1 millions de lecteurs, plus haut niveau depuis les débuts mais le coût de la presse et du journalisme oblige ESPN à stopper la publication.